# Theodor Busse
Theodor Busse (15 de dezembro de 1887 - 21 de outubro de 1986) foi um oficial alemão que serviu durante a Segunda Guerra Mundial. Foi condecorado com a Cruz de Cavaleiro da Cruz de Ferro.

## Biografia
Busse, natural de Frankfurt (Oder), ingressou no Exército Imperial Alemão como oficial cadete em 1915 e foi comissionado em fevereiro de 1917. Ele também ganhou a Cruz de Cavaleiro com Espadas da Ordem Hohenzollern. Após o armistício, ele foi aceito como um dos 2 000 oficiais no novo Reichswehr, onde subiu de posição constantemente.
Busse era oficial do Estado-Maior Geral em abril de 1939 e preparou um programa de treinamento que foi aprovado pelo Chefe do Estado-Maior Geral em agosto. O programa cobriu um período de 1 de outubro de 1939 a 30 de setembro de 1940. Entre 1940 e 1942 ele serviu como Chefe de Operações do General (mais tarde Marechal de Campo) Erich von Manstein no 11º Exército na Frente Oriental. Ele permaneceu servindo no estado-maior de von Manstein de 1942 a 1943 como Chefe de Operações do Grupo de Exércitos Don e, então, de 1943 a 1944, foi Chefe do Estado-Maior do Grupo de Exércitos Sul, ambos os Grupos de Exércitos na Frente Oriental. Enquanto servia no Grupo de Exércitos Sul, ele foi condecorado com a Cruz de Cavaleiro da Cruz de Ferro em 30 de janeiro de 1944. Ele passou um curto período na reserva e foi então nomeado General Comandante da 121ª Divisão de Infantaria Alemã . Em julho de 1944, ele comandou o I Corpo de Exército.
Enquanto Busse assumiu o comando do 9º Exército em 21 de janeiro de 1945, sua nomeação nunca foi confirmada. Ao que parece, era costume que comandantes de formações com status de Exército e superiores estivessem em liberdade condicional de seis meses antes de suas nomeações finais como comandantes-em-chefe. A Alemanha se rendeu incondicionalmente antes que o período de estágio de Busse expirasse.
Durante os últimos cinco meses da guerra, Busse comandou o 9º Exército, que já fazia parte do Grupo de Exércitos Vístula. Enquanto os soviéticos avançavam para a Alemanha, ele lutou para proteger a capital alemã. Especificamente, Busse comandou o 9º Exército durante a Batalha de Seelow Heights e a Batalha de Oder-Neisse. Em abril de 1945, durante a Batalha de Berlim, o Nono Exército de Busse foi isolado dos exércitos em seus flancos e quase cercado pelas Forças Soviéticas. General Gotthard Heinrici tentou convencer Busse a se retirar várias vezes, mas Busse se recusou até mesmo a considerar a retirada, a menos que um comando específico chegasse do Führer. Eventualmente, o 9º Exército de Busse foi empurrado para um bolsão na Floresta Spree ao sul das Colinas Seelow e a oeste de Frankfurt, onde foi totalmente cercado por duas pontas do ataque soviético massivo em Berlim. No bolso cada vez menor, as forças de Busse foram praticamente aniquiladas no que é conhecido como a Batalha de Halbe, mas os remanescentes finalmente conseguiram romper para o oeste para se conectar com o 12º Exército do General Walther Wenck ao sul de Beelitz e, em seguida, recuar para oeste para o Elba e atravesse a ponte parcialmente destruída em Tangermünde e se render às forças americanas entre 4 e 7 de maio de 1945.

## Pós-guerra
Entre 1945 e 1948, Busse foi prisioneiro de guerra. Após a guerra, Busse foi o diretor de defesa civil da Alemanha Ocidental e escreveu e editou uma série de obras sobre a história militar da Segunda Guerra Mundial.

## Condecorações
| Cruz de Ferro 2ª Classe                                  |
| Cruz de Ferro 1ª Classe                                  |
| Cruz de Cavaleiro da Cruz de Ferro 30 de janeiro de 1944 |